# Erythrodes glandulosa
Erythrodes glandulosa là một loài thực vật có hoa trong họ Lan. Loài này được (Lindl.) Ames mô tả khoa học đầu tiên năm 1921.